# Reykjanes
Reykjanes Reykjanesskagi er en støvleformet halvø og region som ligger på det sydvestlige Island og sydvest for hovedstaden Reykjavík. Navnet betyder "Reykjanes-halvøen", og Reykjanes "Røgspids" eller "Røghalvøen" som betegner halvøens yderste sydvestlige spids.

Halvøen er præget af aktiv vulkansk aktivitet under overfladen og af lavafelter, noget som gør at vegetationen er ret gold. I 2022 var Fagradalsfjall i udbrud. På halvøens sydlige del er der varme kilder og svovlkilder, blandt andet omkring søen Kleifarvatn og i det geotermiske område Krýsuvík.
Det er også en geotermisk kraftstation på Svartsengi. I nærheden af kraftstationen liggerer der et udendørs svømmebassin "Bláa Lónið", Den Blå Lagune, som bruger det varme og mineralholdige vand fra kraftstationen.

## Seværdigheder
- En bro strækker sig over Graven Álfagjá i nærheden af Grindavík. Graven markerer skillelinjen mellem den eurasiske og nordamerikanske kontinentalplade. Broen blev bygget i 2002 og blev opkaldt efter Leif den Lykkelige som var den første europæer der opdagede Nord-Amerika 500 år før Christoffer Columbus.
- Fiskelandsbyerne Grindavík og Njarðvík ligger også på halvøen, foruden Islands hovedstad, Reykjavik, Keflavik samt Keflavík internationale lufthavn og den nu nedlagte amerikanske militærbase Naval Air Station Keflavik.
- På halvøens yderste spids er der et interessant fugleområde.

## Ekstern henvisning
- Officiel hjemmeside for Reykjanes, engelsk